# Melanokortinski receptor
Melanokortin receptori su članovi rodopsin familije 7-transmembranskih G protein-spregnutih receptora.
Pet članova melanokortin receptorskog sistema je poznato svaki od kojih ima osobenu specifičnost za melanokortine,
- . MC1R je asociran sa genetikom pigmentacije.
- . MC2R je takođe poznat kao  receptor ili kortikotropin receptor.
- . MC3R
- . MC4R defekti su uzrok autozomalno dominantne gojaznosti, koja sačinjava 6% svih slučajeva rane gojaznosti.[5]
- . MC5R

Ovi receptori su inhibirani endogenim inverznim agonistima agouti signalni peptid i agutiju srodni peptid, i aktivirani sintetičkim (ie: afamelanotid) i endogenim agonistima melanocit-stimulišući hormonima.

## Selektivni Ligandi
Više selektivnih liganda melanokortin receptora je poznato, i neka sintetička jedinjenja su bila istražena kao potencijalna sredstva za dobijanje tena, i kao lekovi protiv gojaznosti. Potamnjivanje kože je prvenstveno uzrokovano MC1 stimulacijom, dok su anoreksični efekti posredovani MC3 i MC4 receptorima. MC1, MC3 i MC4 su široko izraženi u mozgu, i smatra se da su odgovorni za razne efekte raspoloženja i spoznaje.
Neselektivni
- Afamelanotid
- alfa-MSH
- Bremelanotid
- Melanotan II

2 selektivni
- Kosintropin
- Tetrakosactid

3 selektivni
- gama-

4 selektivni
- beta-

### Antagonisti i inverzni agonisti
1 selektivan
- Agouti signalni peptid

4 selektivani
- Agutiju srodan peptid (inverzni agonist 3 i 4)
- [18]
- [19]
- (agonist 1 i 5, antagonist 3 i 4)

## Literatura
1. ↑  „Melanocortins and the Melanocortin Receptor”. Архивирано из оригинала 11. 04. 2007. г. Приступљено 07. 10. 2010.
2. ↑  Voisey J, Carroll L, van Daal A (2003). „Melanocortins and their receptors and antagonists”. Current Drug Targets. 4 (7): 586—97. PMID 14535656. doi:10.2174/1389450033490858.
3. ↑  Hadley ME, Dorr RT (2006). „Melanocortin peptide therapeutics: historical milestones, clinical studies and commercialization”. Peptides. 27 (4): 921—30. PMID 16412534. doi:10.1016/j.peptides.2005.01.029.
4. ↑  Dores RM (2009). „Adrenocorticotropic hormone, melanocyte-stimulating hormone, and the melanocortin receptors: revisiting the work of Robert Schwyzer: a thirty-year retrospective”. Annals of the New York Academy of Sciences. 1163: 93—100. PMID 19456331. doi:10.1111/j.1749-6632.2009.04434.x.
5. ↑  Farooqi IS, Keogh JM, Yeo GS, Lank EJ, Cheetham T, O'Rahilly S (2003). „Clinical spectrum of obesity and mutations in the melanocortin 4 receptor gene”. The New England Journal of Medicine. 348 (12): 1085—95. PMID 12646665. doi:10.1056/NEJMoa022050.
6. ↑  Chai B, Pogozheva I, Lai Y, Li J, Neubig R, Mosberg H, Gantz I (2005). „Receptor-antagonist interactions in the complexes of agouti and agouti-related protein with human melanocortin 1 and 4 receptors”. Biochemistry. 44 (9): 3418—31. PMID 15736952. doi:10.1021/bi0478704.
7. ↑  Pogozheva I, Chai B, Lomize A, Fong T, Weinberg D, Nargund R, Mulholland M, Gantz I, Mosberg H (2005). „Interactions of human melanocortin 4 receptor with nonpeptide and peptide agonists”. Biochemistry. 44 (34): 11329—41. PMC 2532597 . PMID 16114870. doi:10.1021/bi0501840.
8. ↑  Balse-Srinivasan P, Grieco P, Cai M, Trivedi D, Hruby VJ (2003). „Structure-activity relationships of gamma-MSH analogues at the human melanocortin MC3, MC4, and MC5 receptors. Discovery of highly selective hMC3R, hMC4R, and hMC5R analogues”. Journal of Medicinal Chemistry. 46 (23): 4965—73. PMID 14584947. doi:10.1021/jm030119t.
9. ↑  Wilson KR, Todorovic A, Proneth B, Haskell-Luevano C (2006). „Overview of endogenous and synthetic melanocortin peptides”. Cellular and Molecular Biology (Noisy-le-Grand, France). 52 (2): 3—20. PMID 16914082.
10. ↑  Hruby VJ, Cai M, Cain JP, Mayorov AV, Dedek MM, Trivedi D (2007). „Design, synthesis and biological evaluation of ligands selective for the melanocortin-3 receptor”. Current Topics in Medicinal Chemistry. 7 (11): 1107—19. PMC 2274922 . PMID 17584128. doi:10.2174/156802607780906645.
11. ↑  Mayorov AV, Cai M, Palmer ES, Dedek MM, Cain JP, Van Scoy AR, Tan B, Vagner J, Trivedi D, Hruby VJ (2008). „Structure-activity relationships of cyclic lactam analogues of alpha-melanocyte-stimulating hormone (alpha-MSH) targeting the human melanocortin-3 receptor”. Journal of Medicinal Chemistry. 51 (2): 187—95. PMC 2587288 . PMID 18088090. doi:10.1021/jm070461w.
12. ↑  Kadekaro AL, Kanto H, Kavanagh R, Abdel-Malek ZA (2003). „Significance of the melanocortin 1 receptor in regulating human melanocyte pigmentation, proliferation, and survival”. Annals of the New York Academy of Sciences. 994: 359—65. PMID 12851336. doi:10.1111/j.1749-6632.2003.tb03200.x.
13. ↑  King SH, Mayorov AV, Balse-Srinivasan P, Hruby VJ, Vanderah TW, Wessells H (2007). „Melanocortin receptors, melanotropic peptides and penile erection”. Current Topics in Medicinal Chemistry. 7 (11): 1098—1106. PMC 2694735 . PMID 17584130.
14. ↑  Cragnolini AB, Schiöth HB, Scimonelli TN (2006). „Anxiety-like behavior induced by IL-1beta is modulated by alpha-MSH through central melanocortin-4 receptors”. Peptides. 27 (6): 1451—6. PMID 16325304. doi:10.1016/j.peptides.2005.10.020.
15. ↑  Catania A (2008). „Neuroprotective actions of melanocortins: a therapeutic opportunity”. Trends in Neurosciences. 31 (7): 353—60. PMID 18550183. doi:10.1016/j.tins.2008.04.002.
16. ↑  Lasaga M, Debeljuk L, Durand D, Scimonelli TN, Caruso C (2008). „Role of alpha-melanocyte stimulating hormone and melanocortin 4 receptor in brain inflammation”. Peptides. 29 (10): 1825—35. PMID 18625277. doi:10.1016/j.peptides.2008.06.009.
17. ↑  Gonzalez PV, Schiöth HB, Lasaga M, Scimonelli TN (2009). „Memory impairment induced by IL-1beta is reversed by alpha-MSH through central melanocortin-4 receptors”. Brain, Behavior, and Immunity. 23 (6): 817—22. PMID 19275930. doi:10.1016/j.bbi.2009.03.001.
18. ↑  Chaki S, Oshida Y, Ogawa S, Funakoshi T, Shimazaki T, Okubo T, Nakazato A, Okuyama S (2005). „MCL0042: a nonpeptidic MC4 receptor antagonist and serotonin reuptake inhibitor with anxiolytic- and antidepressant-like activity”. Pharmacology, Biochemistry, and Behavior. 82 (4): 621—6. PMID 16337261. doi:10.1016/j.pbb.2005.11.001.
19. ↑  Chaki S, Hirota S, Funakoshi T, Suzuki Y, Suetake S, Okubo T, Ishii T, Nakazato A, Okuyama S (2003). „Anxiolytic-like and antidepressant-like activities of MCL0129 (1-[(S)-2-(4-fluorophenyl)-2-(4-isopropylpiperadin-1-yl)ethyl]-4-[4-(2-methoxynaphthalen-1-yl)butyl]piperazine), a novel and potent nonpeptide antagonist of the melanocortin-4 receptor”. The Journal of Pharmacology and Experimental Therapeutics. 304 (2): 818—26. PMID 12538838. doi:10.1124/jpet.102.044826.